# Étranger au paradis (chanson)
Pour les articles homonymes, voir Étranger au paradis.
Stranger in Paradise est une chanson populaire anglaise.

## Origine
Elle provient de la comédie musicale Kismet (1953) et est créditée à Robert Wright et George Forrest. À l'instar des autres musiques de ce spectacle, la mélodie est une adaptation de la musique composée par Alexandre Borodine, en l'occurrence, les Danses polovtsiennes extraites de son opéra Le Prince Igor (1890). 
En anglais, la version la plus populaire était chantée par Tony Bennett, mais d'autres versions par The Four Aces et Tony Martin ont également emporté les faveurs du public  en 1954.

## Étranger au paradis, la version française
La version en français, sous le titre Étranger au paradis a, entre autres, été chantée par Gloria Lasso ou Luis Mariano et interprétée à la harpe par Pierre Spiers. Elle a été écrite par Francis Blanche.